# 大下ヒロト
大下 ヒロト（おおした ヒロト、1998年2月28日 - ）は、日本の俳優。オフィス作所属。

## 来歴
1998年2月28日、岐阜県生まれ。身長178cm。飛騨高山の高校を卒業後、俳優を目指して上京。
2016年10月、BEAMS創業40周年を記念した新規プロジェクト「TOKYO CULTURE STORY」のモデルとしてデビュー。

## 人物
好きな歌手はTHE BLUE HEARTSと銀杏BOYZ。
趣味はギター。高校時代には友人とバンドを組んで活動していた。

## 主な出演作

### 映画
- あみこ（2018年9月1日公開、山中瑶子監督） - アオミ 役
- 21世紀の女の子「回転てん子とどりーむ母ちゃん」（2019年2月8日公開、山中瑤子監督）
- 万歳！ここは愛の道（2019年6月28日公開、石井達也監督）
- アイネクライネナハトムジーク（2019年9月20日公開、今泉力哉監督） - 佐藤の後輩社員 役
- 転がるビー玉（2020年1月31日公開、宇賀那健一監督） - 田村 役[2]
- とんかつDJアゲ太郎（2020年10月30日公開、二宮健監督） - 護野助手 役
- 花束みたいな恋をした（2021年1月29日公開、土井裕泰監督）
- あの頃。（2021年2月19日公開、今泉力哉監督） - アール 役[3]
- 死刑にいたる病（2022年5月6日公開、白石和彌監督） - クラタ 役[4]
- 半透明なふたり（2022年6月8日、YouTube） -   ヒロ 役
- PERFECT DAYS（2023年12月22日公開、ヴィム・ヴェンダース監督） - レコードショップの客 役[5]
- BADBOYS -THE MOVIE-（2025年5月30日公開、西川達郎監督） - 高間数俊 役[6]

### テレビドラマ
- 暇なJD・三田まゆ〜今夜、私と“優勝”しませんか〜（2017年12月28日、テレビ朝日）
- オモヒデ座 第2回 江戸田市場通り商店街編（2018年2月24日、NHK BSプレミアム）
- 平成物語 SEASON 1（2018年3月24日・31日、フジテレビ） - 翔太 役
- 連続ドラマW イノセント・デイズ 第1話・第3話（2018年3月18日・4月1日、WOWOW）
- スモーキング 第8話（2018年6月8日、テレビ東京）
- 相棒 season17 第9話（2018年12月12日、テレビ朝日）
- 家売るオンナの逆襲 第2話（2019年1月16日、日本テレビ）
- トレース〜科捜研の男〜 最終話（2019年3月18日、フジテレビ） - 佐保優作（高校生時代） 役
- 電影少女 -VIDEO GIRL MAI 2019-（2019年4月12日 - 6月28日、テレビ東京） - 水谷航平 役[7]
- 大河ドラマ いだてん〜東京オリムピック噺〜 第19話（2019年5月19日、NHK） - 河野一郎（学生時代） 役
- ストロベリーナイト・サーガ 第10話・最終話（2019年6月13日・20日、フジテレビ） - 岩渕時生 役[8]
- TWO WEEKS（2019年7月16日 - 9月17日、カンテレ・フジテレビ系） - 宮沢 役
- 病室で念仏を唱えないでください 第1話（2020年1月17日、TBS） - 今泉柊 役
- 100文字アイデアをドラマにした! 第4話（2020年1月28日、テレビ東京） - カズシ 役
- 美食探偵 明智五郎 第1話・第2話、特別編 第一夜（2020年4月12日・19日、5月24日、日本テレビ） - 沢田剛 役
- 親バカ青春白書 第4話（2020年8月23日、日本テレビ）
- 連続ドラマW 鵜頭川村事件（2022年8月28日 - 、WOWOW） - 西尾健治 役
- 刑事7人 SEASON9 第3話・第6話・第7話（2023年6月21日・7月12日・7月19日、テレビ朝日） - 近藤直也 役
- 科捜研の女 season24 第2話（2024年7月10日、テレビ朝日） - 佐久本航平 役[9]
- 海に眠るダイヤモンド（2024年10月20日 - 、TBS） - 松原 役[10]

### ラジオドラマ
- FMシアター（NHK-FM）
  - 『ままなる』（2025年4月12日） - 主演・祐大 役[11]

### 配信ドラマ
- Huluオリジナルストーリー 美食探偵 明智五郎㊙︎裏メニュー 第2話（2020年4月19日、Hulu） - 沢田剛 役
- 惑星サザーランドへようこそ 第2話・第3話・第5話（2021年、Youtube） - リョウ 役
- ギルガメッシュFIGHT（2022年12月25日〈予定〉 - 、Paravi） - 北原 役[12]

### ミュージックビデオ
2017年
- 雨のパレード「change your mind」
- サニーデイ・サービス「Tシャツ」
- never young beach「なんかさ」 映画『緑色音楽』スピンオフムービー

2018年
- 雨のパレード「MARCH」
- バレーボウイズ「卒業」
- ジギジギボーイズ「あの娘どうして水泳の授業休んでるんだろう」
- 奇妙礼太郎「エロい関係」
- NELL「Let's part」

2019年
- maco marets「Eyepatch」

### 舞台
- スナック玉ちゃん（2017年7月21日 - 23日、新宿シアターモリエール、脚本・演出：ヘドロットン）

### 広告
2016年
- BEAMS「TOKYO CULTURE STORY」1995年モデル

2017年
- JINS「JINS WEEKLY」モデル[13]
- THE NORTH FACE JAPAN「The Master of Rain」動画広告
- 綾町野菜 CM「アークヒルズのマルシェで会いましょう」編

### ラジオ
2017年
- 渋谷のラジオ『出会いの渋谷』ゲスト

### コラム
- STUDIO VOICE vol.410「ヒロトの夢は夜ひらく」
- Quick Japan vol.133「夏をギュッとさせて」